# Gabriel Aristide Passot
Gabriel Aristide Passot, né le 31 mai 1797 à Nevers et mort le 11 septembre 1875 à Paris, est un peintre français.

## Biographie
Gabriel Aristide Passot est le fils de Jean Passot et de Marie Eugénie Dagot.
Peintre en miniature, il est élève de Lizinska de Mirbel et de Frédéric Millet. Il expose au Salon de 1824 à 1870.
Il obtient une médaille de troisième classe en 1831, de deuxième classe en 1837, et de première classe en 1841.
En 1866, il épouse Adèle Mosbach.
Il meurt à son domicile du faubourg Poissonnière à l'âge de 78 ans. Il est inhumé au cimetière du Père-Lachaise.

## Distinction
- Chevalier de la Légion d'honneur (1852)